# 热层

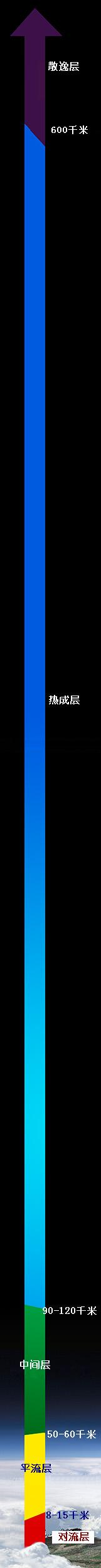
按比例顯示所有大氣層的地球大氣圖。藍色的部分是增溫層(Thermosphere)。

增溫層（英文：Thermosphere），亦稱熱層、熱成層、熱氣層、游離層，是地球大氣層的一層。它位於中氣層之上及外氣層之下，其頂部離地面約600km。在大氣層的這一層中，紫外線輻射引起分子的光電離/光解離，產生離子。因此，增溫層構成電離層的較大部分。這一層的名稱源自希臘的θερμός(發音為thermos)，意思是熱。增溫層開始於海拔80公里(50英里) 。在這樣的高海拔地區，殘留的大氣氣體按照分子質量而分層（見湍流層頂）。由於吸收高能的太陽輻射，增溫層的溫度隨著高度的增加而增高；溫度依據太陽的活動，可以上升到2,000 °C（3,630 °F）或更高。輻射使這一層中的大氣粒子變成帶電粒子，能使無線電波發生折射，因而能在地平線之下接收到。從海拔600公里(375英里)開始是外氣層，大氣開始逃逸至太空。然而根據卡門線的定義標準來判斷，增溫層本身就是太空的一部分。
該層中，高度衰减的氣體在白天可以達到2,500 °C（4,530 °F）。儘管溫度很高，但因為氣體密度極低（實際上是極度的真空），不足以讓分子傳熱，觀察者或物體在增溫層中仍會經歷低溫。因為熱輻射損失的能量將超過直接接觸大氣氣體獲得的能量，普通的溫度計讀數至少在夜間會明顯低於0 °C（32 °F）。在160（99英里）上方的聲學區中，因為密度非常低，以至於分子間的相互作用不夠頻繁，導致無法進行聲音的傳輸。 
增溫層的動力學主要由大氣潮汐控制，其主要由日溫變化驅動。由於中性氣體和電離層電漿之間的碰撞，大氣波在這個水準以上消散。
除了國際太空站在增溫層中間的408和410（254和255英里）之間繞地球運行外，俄羅斯已退役的和平號太空站和中国天宫太空站均在距离地表320至380km的增溫層底部運行。

## 中性氣體成分
根據兩個最低溫度，大約12（7.5英里）（對流層頂）和大約85（53英里）（中氣層頂）高度處，來劃分大氣層的區域是很方便的（圖1）。增溫層（或上層大氣）是高度85（53英里）以上的區域，而對流層頂和中氣層頂之間的區域是中層大氣（平流層和中氣層），在這兩個區域，太陽紫外線輻射的吸收在45（28英里）附近產生最高溫度，並導致臭氧層的形成。

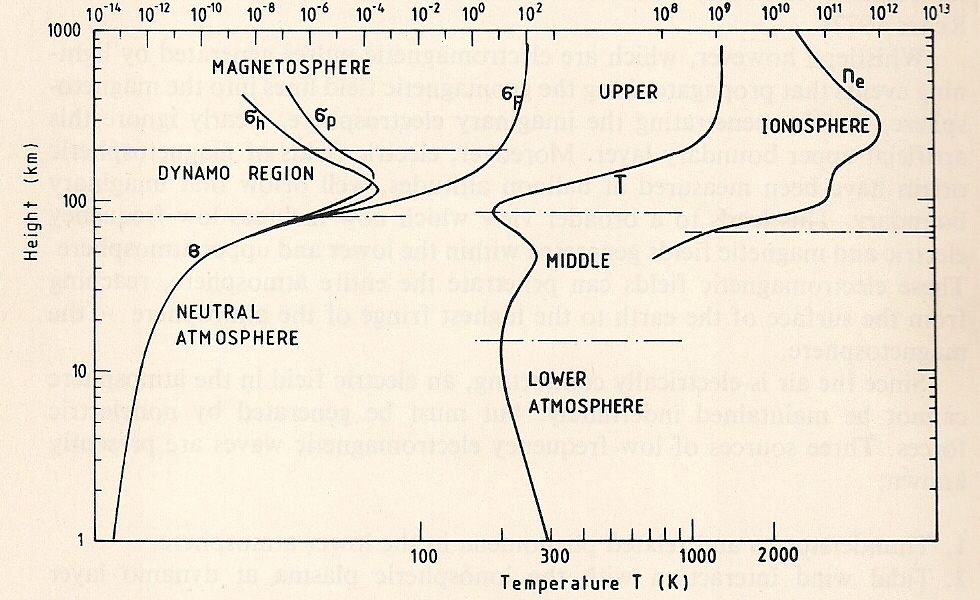
圖1：基於電導率（左）、溫度（中）和電子數密度m^{−3}（右）命名的大氣區域。

地球大氣層的密度幾乎隨著高度的上升高度呈指數級下降。在地面上方一平方釐米的柱子內的大氣總質量為M=ρA H  ≃ 1 kg/cm2( 大氣標高為H = 8公里的平均大氣，在 z = 0米高度的地面大氣密度為A = 1.29 kg/m3)。80%的質量集中在對流層內，在大約85（53英里）增溫層上方的質量僅為總質量的0.002%。因此，可以預料到從增溫層到低層大氣區域的能量回饋並不明顯。
湍流導致湍流層頂下方約110（68英里）處較低大氣區域內的空氣是不會改變其組成的氣體混合物。這意味著平均分子量為29 g/mol的氧分子（O2）和氮分子（N2）為兩個主要的成分。然而，在湍流層頂上方，各種成分的擴散分離非常顯著，因此每個成分都遵循其氣壓高度結構，其標度高度與其分子量成反比。較輕的氧原子（O）、氦（He）和氫原子（H）在大約200（124英里）的海拔高度上依序占著主導地位，並隨地理位置、時間和太陽活動而變化。N2/O比率是電離層F區電子密度的測量值，它受到這些變化的高度影響。這些變化源於動力過程中次要成分通過主要氣體成分的擴散。
增溫層含有相當濃度的鈉元素，出現在高於地球表面上方80至100（50至62英里）的中氣層邊緣，約10-（6.2-英里）的厚帶中。鈉的平均濃度為每立方釐米40萬個原子。這條帶經常通過來自流星昇華的鈉獲得補充。天文學家已經開始利用這條鈉帶創造導星，作為光學校正過程的一部分，以產生超清晰的地面觀測結果。

## 能量輸入

### 能源預算
增溫層的溫度可以通過密度觀測和衛星直接量測來確定。圖1中的溫度與高度z可通過所謂的貝茨剖面進行類比：
(1)   {\displaystyle T=T_{\infty }-(T_{\infty }-T_{0})e^{-s(z-z_{0})}}
此處的T∞是高度超過400公里的散逸層溫度，To = 355K，和zo = 120km，是參考的溫度和高度，s是一個經驗參數，取決於T∞和隨著T∞減少。這個公式是從一個簡單的熱傳導方程推導出來的。對高度超過zo = 120公里處的一個總熱量輸入估計為qo≃ 0.8至1.6 mW/m2。為了獲得平衡條件，在高度超過zo處輸入的熱qo通過熱傳導流失到低層大氣區域。 
散逸層的溫度T∞是對太陽XUV輻射的一種合理量測。由於10.7釐米波長的太陽電波發射F是太陽活動的良好指標，因此可以應用經驗公式來類比寧靜磁層條件。
(2)   {\displaystyle T_{\infty }\simeq 500+3.4F_{0}}
此處T∞的量測單位為K，Fo是10−2 W m−2 Hz−1(科文頓指數)，F值是在多個太陽週期中的平均值。在一個太陽週期內，科文頓指數通常在70到250之間變化，從不低於50。因此，T∞大約在740和1350K之間變化。在非常寧靜的磁層條件下，剩餘的溫度約為500K，仍然持續流動的磁層能量對eq.（2）貢獻約250 K的溫度輸入。在eq.（2）中其餘的250K可以歸因於對流層內產生的大氣波，並在較低的增溫層內消散。

### 太陽XUV輻射
波長小於170nm的太陽X射線和極紫外線輻射（XUV），在增溫層中幾乎完全被吸收。這種輻射導致各種電離層以及這些高度的溫度升高(圖1)。
雖然太陽可見光（380至780nm）幾乎是恆定的，其變異性不超過太陽常數的0.1%左右，而太陽XUV輻射在時間和空間上變化很大。例如，與太陽閃焰相關的X射線爆發可以在幾十分鐘的某段時間內，將其强度較閃焰前的水準顯著增加許多數量級。在極紫外線中，121.6nm的萊曼α線是在電離層D層高度電離和離解的一個重要來源。在太陽活動的寧靜時期，它本身所含的能量比XUV光譜的其他部分都多。太陽XUV輻射的顯著變化屬於準週期變化，其週期分別為27天和11年，變化約為100%或更大。但是，在所有的時間尺度上都存在著不規則的波動。在低太陽活動期間，輸入增溫層的總能量約有一半被認為是太陽XUV輻射。這些太陽的XUV能量輸入僅在白天條件下發生，在赤道處最強大的期間出現在太陽位於分點時。

### 太陽風
進入增溫層的第二個能量來源是太陽風的能量，這些能量經由尚未完全理解的機制轉移到磁層。能量轉移的一種可能管道是通過流體動力學的發電機過程。太陽風粒子穿過地球磁層的兩極區域，地磁場線基本上是垂直方向的，且從黎明到黃昏都會產生電場。沿著最後一條閉合的地磁力線，其落點位於極光區內，磁場定向電流可以流入電離層發電機區，在那裡它們被電的彼得森電流和霍爾電流關閉。彼得森電流的歐姆損耗加熱較低的增溫層（例如，參見磁層電對流場）。此外，高能粒子從磁層滲透到極光區域，大大提高了導電性，進一步增加了電流，從而焦耳加熱。在磁層活動的寧靜期間，磁層對增溫層的能量預算貢獻可能達四分之一。這在eq.(2)大約是250K的散逸層溫度。然而，在非常活躍的活動期間，該熱量輸入可以大幅增加四倍或更多。太陽風的能量輸入主要發生在白天和夜間的極光區域。

### 大氣波
低層大氣中存在兩種大尺度的大氣波：具有有限垂直波長的內波，可以向上傳輸波能量；以及具有無限大波長的外波，不能傳輸波能量。對流層內產生的大氣重力波和大部分大氣潮汐屬於內波。它們的密度振幅隨著高度呈指數級增長，因此在中氣層頂時，這些波成為湍流，造成能量消散（類似於海岸海浪的破碎），從而在 eq.（2）中使增溫層加熱約 250k。另一方面，標記為（1，−2）由太陽輻照度最有效激發的是一種外波，在中氣層和低層大氣中只起到很小的作用。然而，在增溫層的高度，它成為主要的波。它驅動電離層發電機區域內大約100到200公里高度之間的電流。
以潮汐波為主的加熱，主要發生在低緯度和中緯度地區。這種加熱的變異性取決於對流層和中氣層大氣的氣象條件，但可能不會超過50%。

## 動力學

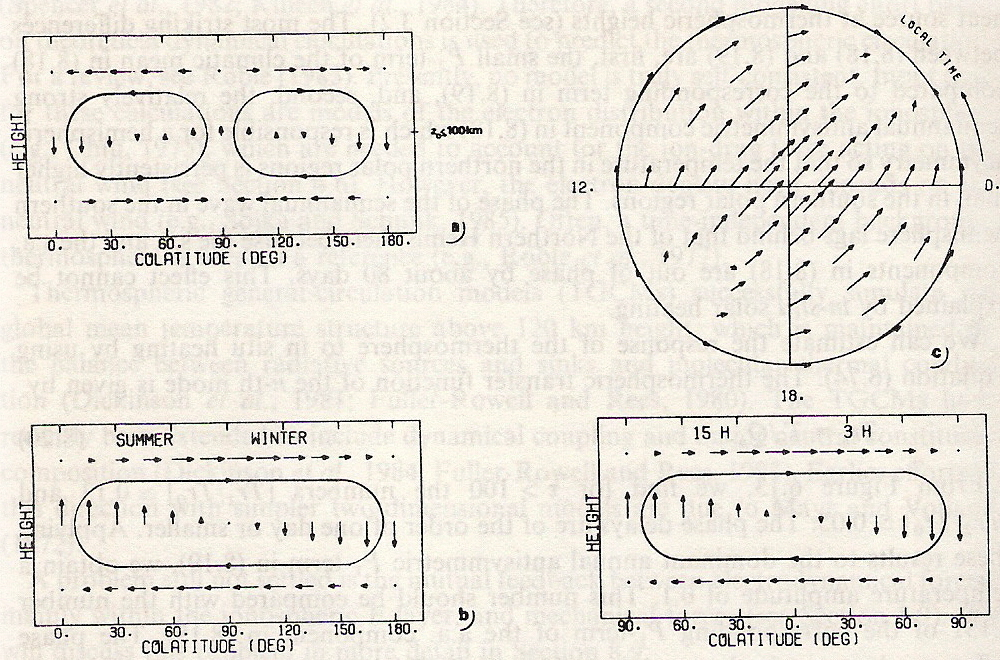
圖2：大氣環流的子午線高度橫截面示意圖（a）對稱風分量（P_{2}^{0}），（b）反對稱風分量（P_{1}^{0}），以及（d）當地時間3小時和15小時的日對稱風分量（P_{1}^{1}）。右上角的面板（c）顯示了北半球白天分量的水平風向量，取決於當地時間。

在海拔約150（93英里）的增溫層內，所有大氣波依次成為外波，並且沒有明顯可見的垂直波結構。大氣波模式退化為球面函數 Pnm，m為經向波數，n為緯向波數( m=0：緯向平均流量；m=1：日潮；m=2：半日潮；等等)。增溫層成為具有低通濾特徵的阻尼振盪系統。這意味著較小尺度（較大數量的（n，m））和較高頻率的波被抑制，有利於大尺度和較低頻率的波。如果考慮非常寧靜的磁層擾動和恒定的平均外層溫度（在球面上平均），則可以用一組球面函數來描述觀測到的外球面溫度的時間和空間分佈：
(3)   {\displaystyle T(\varphi ,\lambda ,t)=T_{\infty }\{1+\Delta T_{2}^{0}P_{2}^{0}(\varphi )+\Delta T_{1}^{0}P_{1}^{0}(\varphi )\cos[\omega _{a}(t-t_{a})]+\Delta T_{1}^{1}P_{1}^{1}(\varphi )\cos(\tau -\tau _{d})+\cdots \}}
在此處，φ是緯度，λ是經度，和t是時間，ωa是一年的角頻率，ω是一太陽日的角頻率，以及τ= ωdt + λ是地方時。τa=6月21日，是北半球的夏至，和τd=15:00，為當地日最高氣溫時間。
在(3)右邊的第一項是散逸層溫度（〜1000K）的全球平均值。第二項[P20=0.5（3sin2(φ)−1）]表示低緯度地區的熱過剩和高緯度地區相應的熱虧損（圖2a）。一個熱風系統隨著風向上一層的磁極和遠離下一層磁極而發展。因為即使在寧靜的磁層條件下，極光區域的焦耳加熱也會補償多餘的熱量，因此係數ΔT20≈ 0.004很小。然而，在受到擾動的條件下，該項占主導地位，會改變符號。因此現在過剩的熱量從兩極輸送到赤道。第三項（P10=sinφ）表示夏季半球的熱量過剩，並負責將過剩熱量從夏季半球輸送到冬季半球（圖2b）；其相對振幅為ΔT10≃ 0.13。第四項（P11(φ)=cosφ）是主要的日波（潮汐模式(1，−2)）。它負責將多餘的熱量從白天半球輸送到夜間半球（圖2d），其相對振幅為ΔT11≃ 0.15，因此值約為150K。等式（3）中必須添加額外的項目（例如，半年、半日和高階項）。然而，它們重要性並不大。因為可以針對為密度、壓力和各種氣體成分得出相應的總和。

## 增溫層風暴
與太陽的XUV輻射相比，由地磁變化在地面顯示的磁層擾動顯示出不可預測的脈衝特徵，從數小時量級的短週期擾動到持續數天的長期巨風暴。增溫層對大型磁層風暴的反應稱為增溫層風暴。由於增溫層的熱量輸入發生在高緯度地區（主要是極光區域），熱傳輸以式（3）中的P20表示。此外，由於擾動的脈衝形式，產生了高階項，但其衰减時間很短，因此很快就會消失。這些模式的總和决定了擾動到低緯度的"旅行時間"，從而决定了增溫層對磁層擾動的反應時間。對電離層風暴的發展而言，重要的是在增溫層風暴期間，在中高緯度N2/O比率的增加。N2的增加，增加了電離層電漿的損耗過程，從而導致電離層的F層（負電離層風暴）內的電子密度降低。

## 极光现象
热层在高緯度地區因磁場而被加速的電子會順勢流入，与热层中的大氣分子衝突繼而受到激發及電離。當那些分子復回原來狀態的時候，就會產生發光現象。此稱為極光。